# Eparquía de Calinico de los maronitas
La eparquía titular de Calinico de los maronitas (en latín: Eparchia Callinicensis Maronitarum) es una eparquía titular de la Iglesia católica conferida a miembros de la Iglesia católica maronita. Corresponde a una antigua diócesis cuya sede estaba en la ciudad de Calinico (la actual Al Raqa) en Siria. 

## Historia
Calinico fue una antigua sede episcopal de la provincia romana de Osroena en la diócesis civil del Oriente. Formaba parte del patriarcado de Antioquía y era sufragánea de la arquidiócesis de Edesa, como lo atestigua una Notitia Episcopatuum del siglo VI.
Hay cuatro obispos atribuidos a Calinico por Lequien. Un obispo no identificado está documentado en la época del emperador Teodosio I. Damián intervino en el Concilio de Calcedonia en 451 y en 458 firmó la carta de los obispos de Osroena al emperador León después de la muerte de Proterio de Alejandría. Pablo fue depuesto en 518 por su adhesión al partido severiano monofisita. A mediados del siglo VI vivió el obispo Juan.
Más tarde, la sede fue ocupada permanentemente por los obispos jacobitas: la Crónica de Miguel el Sirio menciona veinte obispos de Al Raqa desde el siglo VIII hasta el siglo XII.

### Sede titular
Una sede titular católica es una diócesis que ha cesado de tener un territorio definido bajo el gobierno de un obispo y que hoy existe únicamente en su título. Continúa siendo asignada a un obispo, quien no es un obispo diocesano ordinario, pues no tiene ninguna jurisdicción sobre el territorio de la diócesis, sino que es un oficial de la Santa Sede, un obispo auxiliar, o la cabeza de una jurisdicción que es equivalente a una diócesis bajo el derecho canónico.
La diócesis de Calinico fue restablecida como eparquía titular de Calinico de los maronitas en 1962 y fue conferida por primera vez por la Santa Sede el 30 de mayo de 1962 al obispo Francis Mansour Zayek.

## Cronología de los obispos

### Obispos de la sede residencial
- Anónimo † (mencionado en 388)
- Damián † (antes de 451-después de 458)
- Pablo † (?-518 depuesto por monofisita)
- Juan † (mencionado en 546 circa)

(...)

### Obispos de la sede titular
- Francis Mansour Zayek † (30 de mayo de 1962-29 de noviembre de 1971 nombrado eparca de San Marón de Detroit)
- John George Chedid † (13 de octubre de 1980-19 de febrero de 1994 nombrado eparca de Nuestra Señora del Líbano de Los Ángeles)
- Samir Mazloum, desde el 11 de noviembre de 1996[5]